# كرايغ إليس
كرايغ إليس (بالإنجليزية: Craig Ellis)‏ هو لاعب كرة قدم أمريكية ولاعب كرة القدم الكندية أمريكي، ولد في 26 يناير 1961 في لوس أنجلوس في الولايات المتحدة.

## وصلات خارجية
- كرايغ إليس على موقع مرجع كرة القدم المحترفة.كوم (الإنجليزية)